# Kotagede
Kotagede ("la grande ville"), parfois appelé Pasar Gede ("le grand marché"), est un kecamatan (district) du territoire spécial de Yogyakarta dans le centre de l'île de Java en Indonésie.
Kota Gede, qui a longtemps eu le statut d'enclave du royaume de Surakarta au sein du sultanat de Yogyakarta, a été intégré à la ville de Yogyakarta à la fin du XXe siècle.
C'était traditionnellement un quartier habité par la communauté des Kalang, à laquelle appartenaient les artisans en argenterie.
Kota Gede est le site d'un kraton du XVIIe siècle édifié par le prince Senopati, fondateur du nouveau royaume de Mataram. Il n'en reste que quelques sections de mur et le cimetière royal Hastorenggo utilisé avant la construction d'Imogiri.

## Galerie

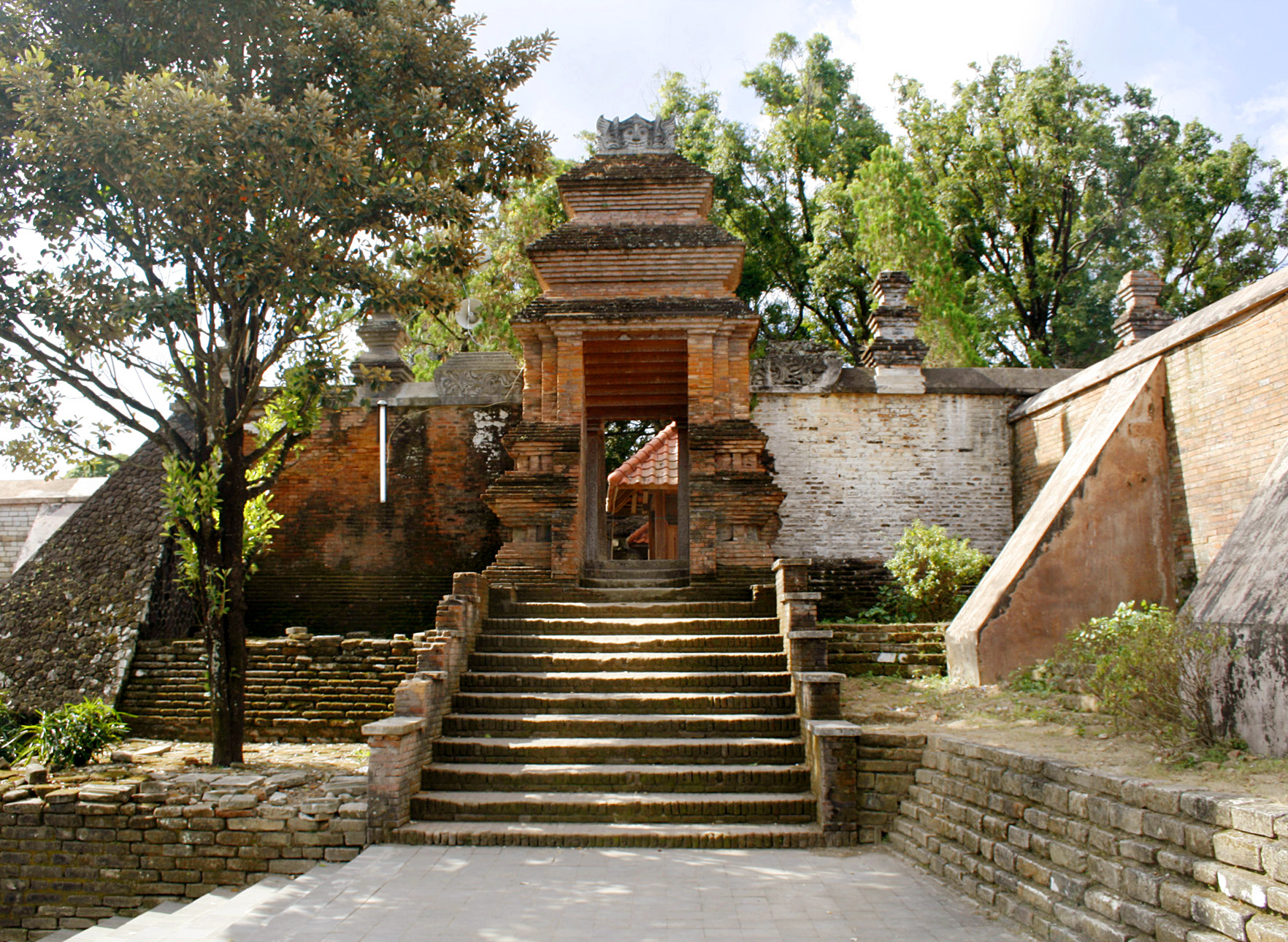
Une porte du mausolée du Panembahan Senopati, fondateur du royaume de Mataram, à Kota Gede
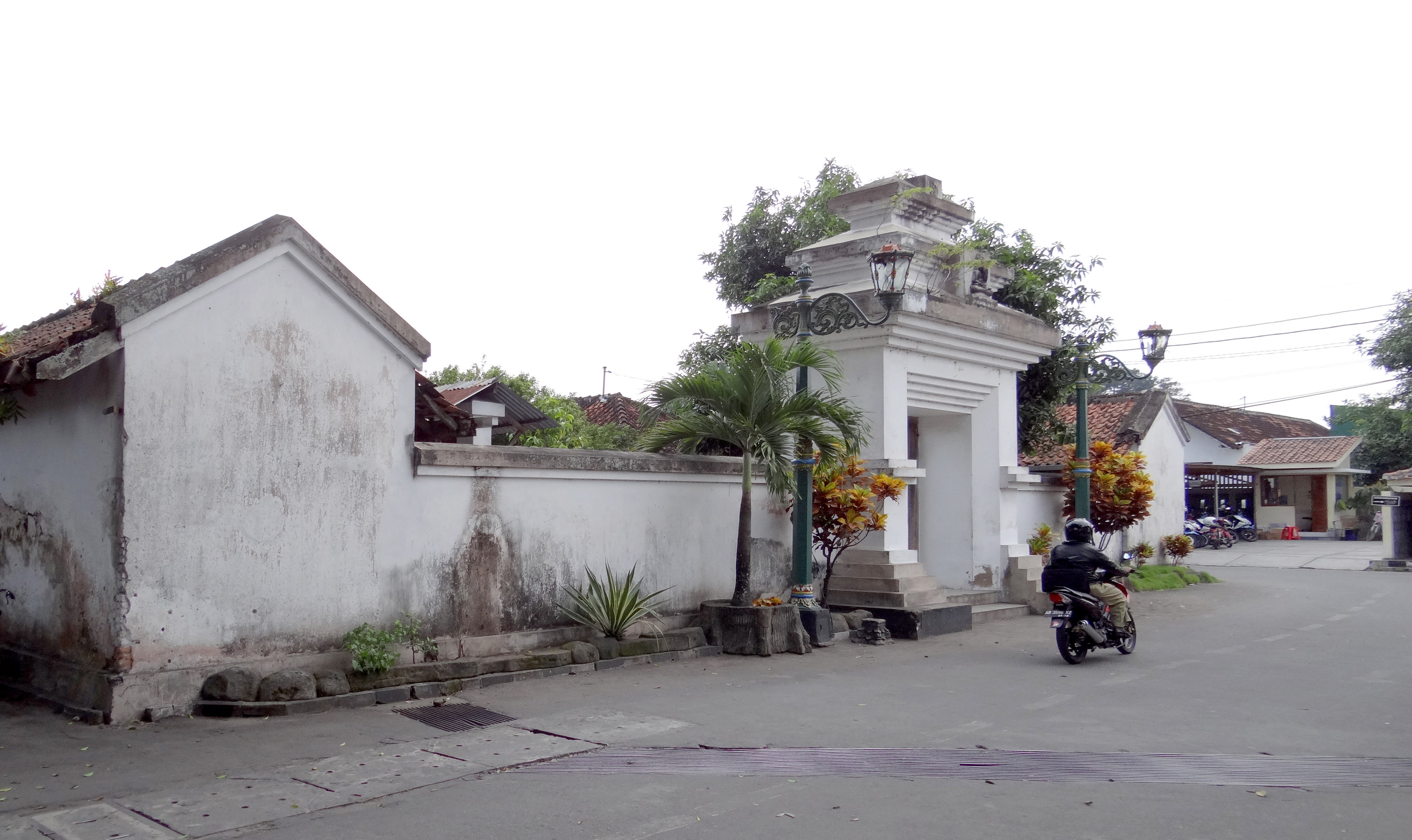
Le cimetière royal Hastorenggo
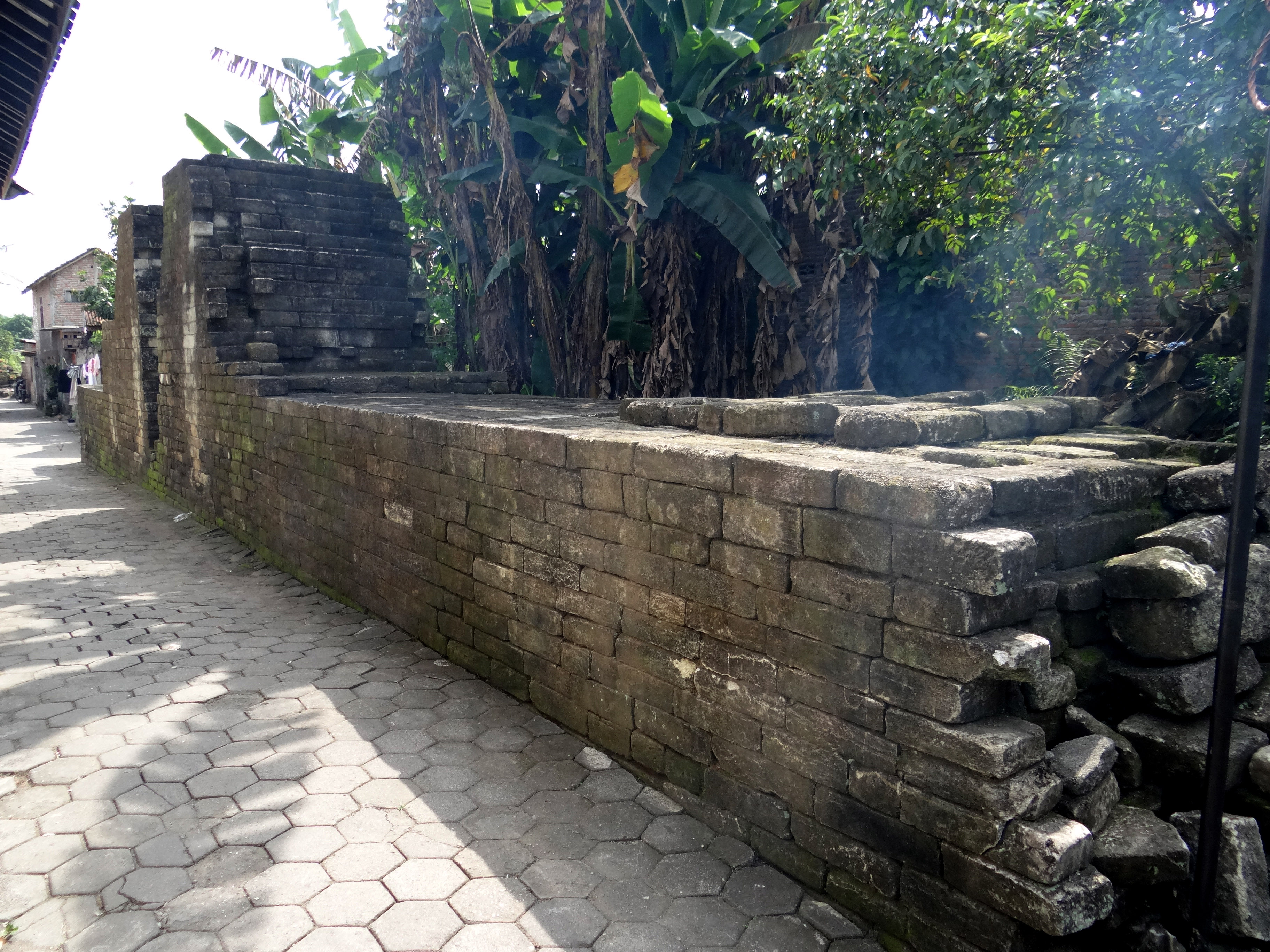
Vestige de mur du kraton de Kota Gede
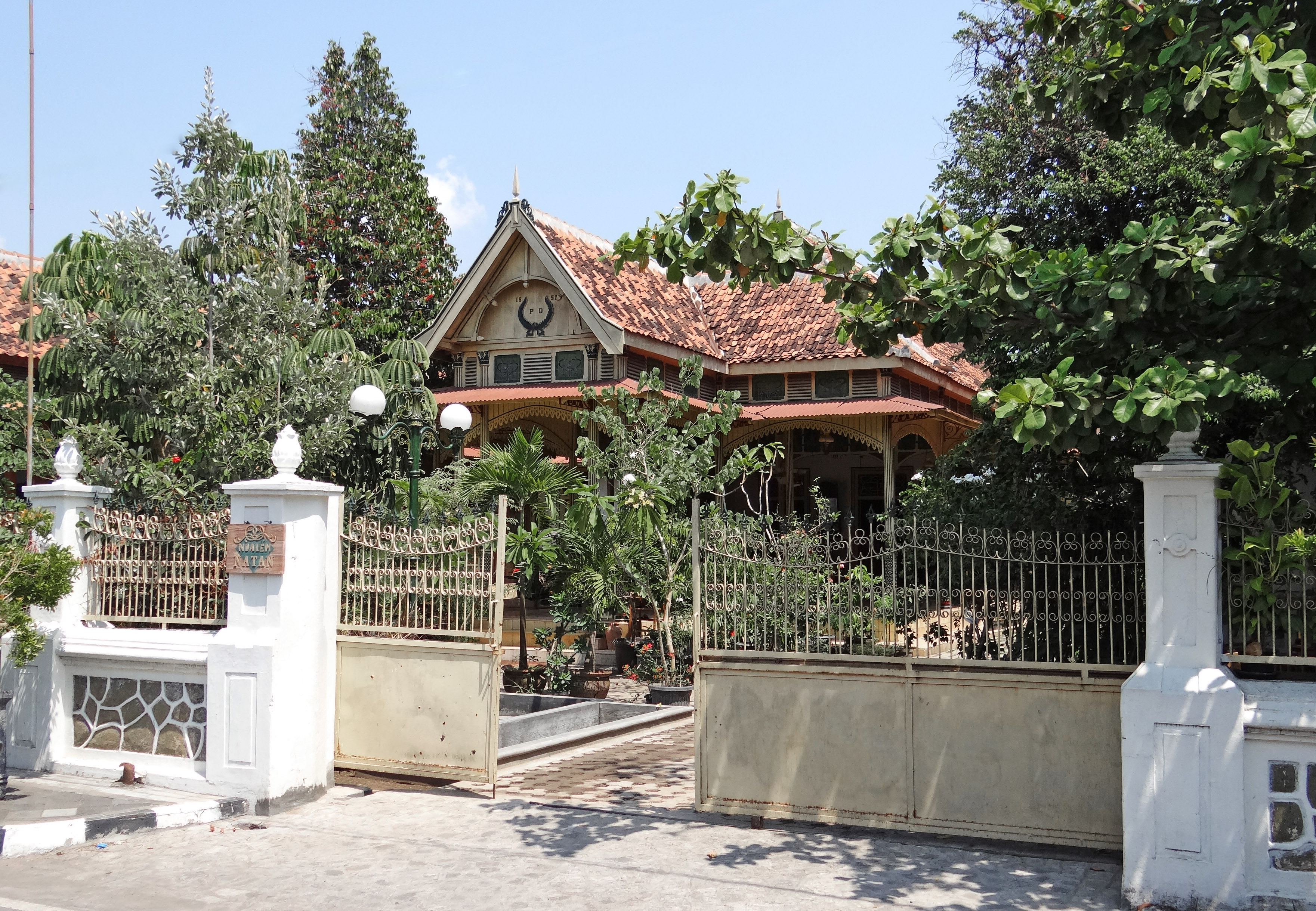
Le Nalem Natan, ancienne maison kalang
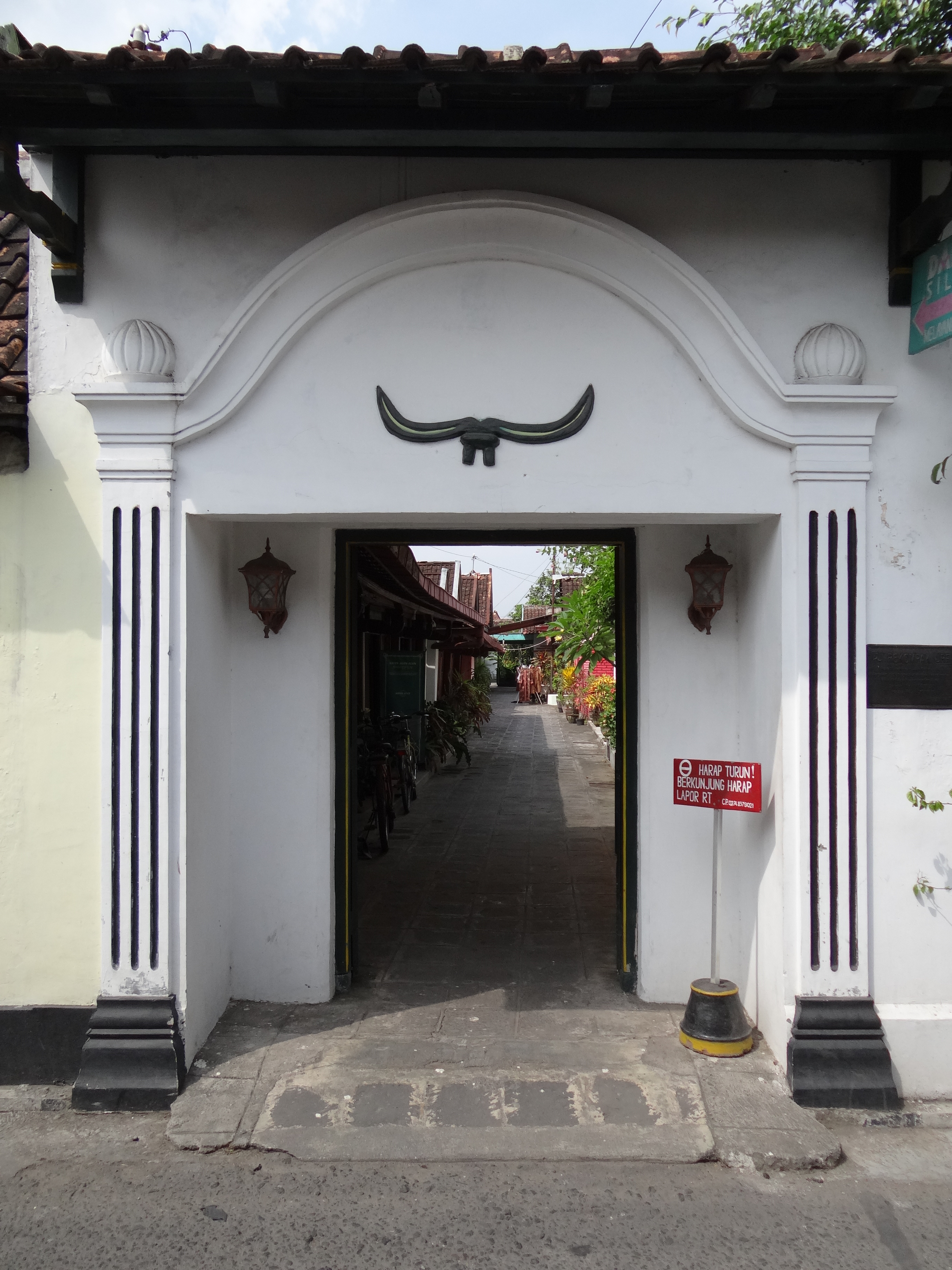
Portique d'entrée d'une ruelle de Kota Gede
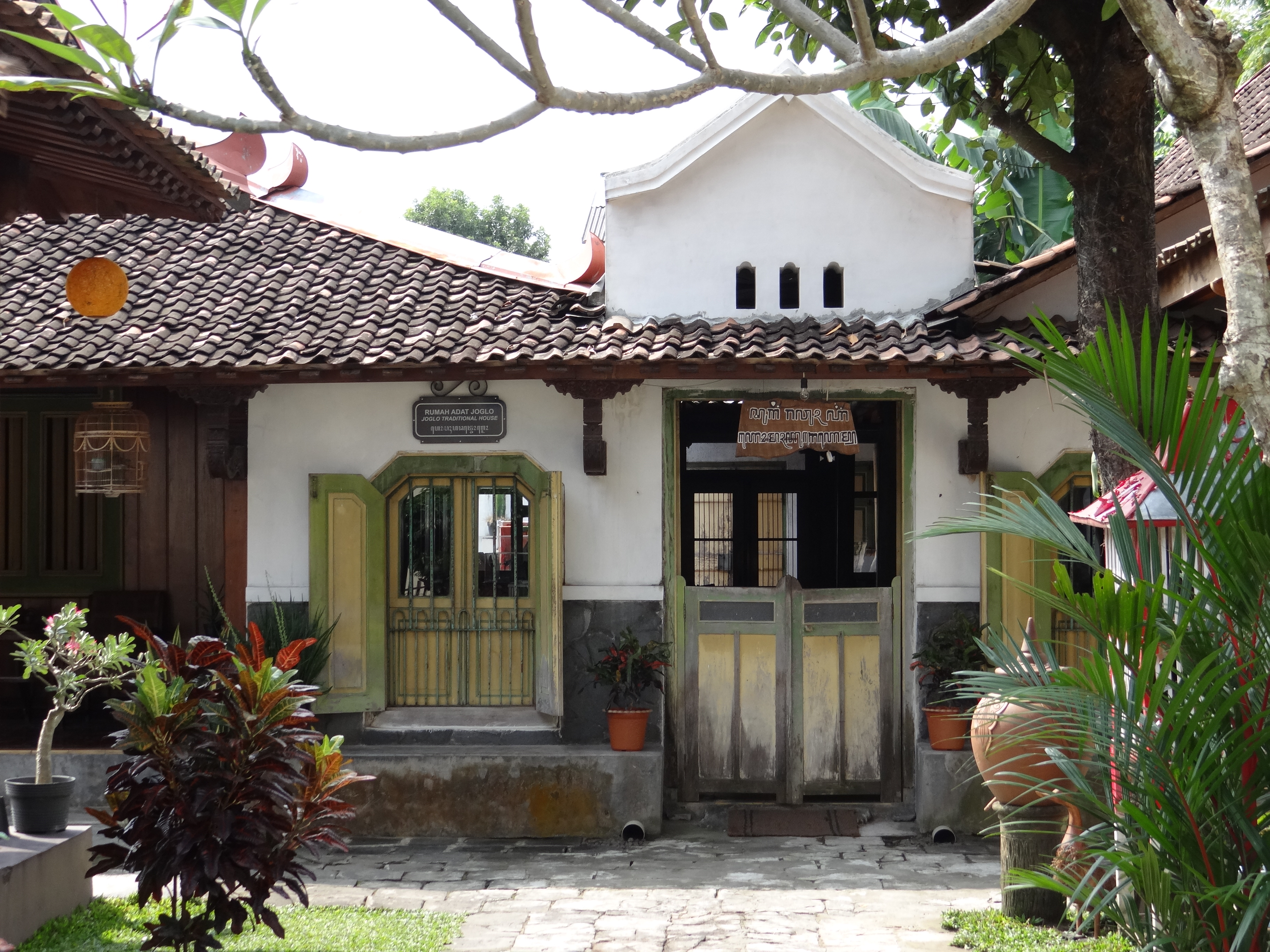
Une autre ancienne maison kalang